# Gilberto Figueira
Gilberto Figueira (25. siječnja 1988.) je angolski rukometni vratar. Nastupa za angolski C.D. Marinha de Guerra de Angola i angolsku reprezentaciju.
Natjecao se na Svjetskom prvenstvu u Francuskoj 2017., gdje je reprezentacija Angole završila na 24. mjestu.